# Vahe Nukunuku
Vahe Nukunuku (Distrito de Nukunuku en tongano) es un distrito de la división administrativa de Tongatapu, en Tonga. Su capital es Nukunuku. Limita al Norte y al Sur con el Océano Pacífico, al Este con Vaini y con Kolomotu'a y al Oeste con Kolovai. Tiene una población de 8,220 habitantes en 2021. 
Utulau es una pequeña aldea situada en la isla de Tongatapu, del distrito de Nukunuku.